# Jorgen Moeller
Jorgen Moeller (Jörgen Möller, Jørgen Møller) (1873–1944) fou un mestre d'escacs danès, i el millor jugador del seu país en el canvi de segle.

## Resultats destacats en competició
Möller fou dos cops campió nòrdic, vencent a Copenhague 1899 (2n campionat nòrdic) i a Göteborg 1901 (3r campionat nòrdic).
A començaments de la seva carrera, empatà als llocs 4t-5è a Copenhague 1895 (el guanyador fou Andreas Rosendahl), fou 2n, rere Sven Otto Svensson, a Estocolm 1897 (1r campionat Nòrdic), i fou 4t a Copenhague 1907 (6è campionat nòrdic, el campió fou Paul Leonhardt).
El 1920, empatà als llocs 13è-14è a Göteborg (el campió fou Richard Réti). El 1923, fou 6è a Copenhague (el guanyador fou Aron Nimzowitsch).

### Contribucions a la teoria dels escacs
El seu nom és lligat a l'atac Moeller de la Giuoco Piano (1.e4 e5 2.Cf3 Cc6 3. Ac4 Ac5 4.c3 Cf6 5.d4 ed4 6.cd4 Ab4+ 7.Cc3 Cxe4 8.O–O Axc3 9.d5) i la defensa Moeller de la Ruy López (1.e4 e5 2.Cf3 Cc6 3. Ab5 a6 4.Aa4 Cf6 5.O–O Ac5).